# Національне шосе 4 (Естонія)
Національне шосе 4 (скор. Т4; також відома як Пярнуське шосе) — 192-кілометрова національна магістральна дорога в Естонії, що прямує з півночі на південь. Маршрут пролягає тим самим шляхом, що й європейський маршрут E67, також відомий як Via Baltica. Шосе починається в Таллінні. Звідти простягається через основні міста Сауе, Мяр'ямаа та Пярну. Закінчується в Іклі на кордоні з Латвією.
Дорога утворює головний транспортний шлях з півночі на південь між Естонією та Центральною / Західною Європою. У 2020 році найбільший обсяг трафіку був навколо Таллінна, де AADT становив близько 28 000. Це другі найвищі показники в Естонії, їх перевершує лише T1 за межами Таллінна. Цифри знову зростають навколо Пярну, коливаючись біля 10 000.
Довжина дороги – 14,1 кілометра з подвійним рухом. Ділянка між Лаагрі та Еасмяе була побудована за радянських часів. Ділянка між Аасмяе та Кустья має профіль 2+1. Інша ділянка 2+1 знаходиться між Яанесселйя та Nurme.

## Опис маршруту
T4 — головна автомагістраль з півночі на південь в Естонії, що з’єднує столицю країни, Таллінн, з четвертим за величиною містом Естонії, Пярну, і зрештою латвійський кордон (де латвійська A1 продовжується до Риги). T4 є частиною європейського маршруту E67, також відомого як Via Baltica.
Маршрут оминає всі міста, лише в Таллінні проходить 13-кілометрова ділянка. Шосе починається в Таллінні від площі Віру і проходить через місто на 13 кілометрів. У місті вона перетинається з Т8 на площі Свободи та T15у Järve. Невдовзі після перетину межі міста дорога перетворюється на подвійну проїжджу частину та переходить на Т11 у Сауе. На 27 кілометрі дорога зустрічається з Т9 і перетворюється на дорогу 2+1. Дорога залишається такою до Кусті, коли дорога перетворюється на звичайну трасу 1+1. Дорога продовжується прямо в південному напрямку до Пярну. Перед в'їздом у Пярну знову коротка ділянка 2+1 між Янесселя та Нурме.
У Пярну дорога повертає ліворуч на об’їзну дорогу Пярну (70 обмеження швидкості км/год). Тут дорога перетинається з Т5 і перетинає річку Пярну. Після цього дорога знову повертає ліворуч і незабаром після Пярну перетинається з Т6. Далі маршрут пролягає вздовж узбережжя Естонії до Ікла, де перетинається латвійський кордон і дорога продовжується як A1 у Латвії.
Зараз на трасі T4 встановлено 11 камер контролю швидкості між 92 і 141 кілометрами.

### Кількість смуг шосе
| 14 км    | 16 км    | 162 км   |
| 2+2 смуг | 2+1 смуг | 1+1 смуг |

## Дивись також
- Транспорт Естонії